# Рехта (лингвистика)
Рехта (урду ریختہ‎, хинди रेख़्ता rextā) — старое наименование языка хиндустани к моменту, когда его диалектная основа перешла к диалекту кхари-боли. «Рехта» означает «раздробленный», что отражает меньшую персианизацию, чем в более поздние периоды. Данный термин наиболее активно использовался с XVII века по конец XVIII века, после чего был заменён словами «хинди» и, позже, «хиндустани» и «урду». Поэзия на рехте и в стиле рехты активно создаётся современными носителями урду.
Приведённое ниже стихотворение «шер» Мирзы Галиба написана на рехте:
Rexte ke tum hī ustād nahīṅ ho ğālib (ريختے کے تم ہی استاد نہیں ہو غالب)‎,

Kihte haiṅ agle zamāne meṅ koī mīr bhī thā. (کہتے ہیں اگلے زمانے میں كوٸی میر بھی تھا)‎.
Рехта использовалась в таких формах как маснави, марсия, касида, тхумри, зикри, гит, чаупай и кабит.
Грамматически женским вариантом слова «рехта» является «рехти», термин введён поэтом XVIII века Саадат Яр-хан Рангином для обозначения стихов, написанных в стиле женской разговорной речи. Поэт из Лакхнау Иншалла-хан также прославился составлением рехти.